# Isosporose
 Mise en garde médicale
L'isosporose est une parasitose due à Isospora belli, protozoaire invasif, parasite spécifique de l’homme. La transmission est féco-orale, par ingestion des oocystes présents dans les selles. Le tableau clinique est dominé par des diarrhées non sanglantes, accompagnées de fièvre, céphalées, douleurs abdominales, vomissements, déshydratation. L'évolution se fait souvent vers la chronicité et les rechutes sous traitement sont fréquentes. Les formes extra-intestinales, rares, se retrouvent chez les patients atteints de sida. Le diagnostic est fait par la détection d’oocystes d'Isospora belli dans les selles au cours d'un examen parasitologique. Une hyperéosinophilie sanguine est parfois retrouvée. Le traitement repose sur une antibiothérapie par cotrimoxazole (Bactrim) en première intention. Les alternatives sont le nitazoxanide ou la ciprofloxacine (Ciflox). La prévention repose sur des mesures d'hygiène ,.